# Bugula prenanti
Bugula prenanti är en mossdjursart som beskrevs av Castric-Fey 1971. Bugula prenanti ingår i släktet Bugula och familjen Bugulidae. Inga underarter finns listade i Catalogue of Life.